# 생마티외 전투
생마티외 전투( Battle of Saint-Mathieu)는 캉브레 동맹 전쟁 기간인 1512년 8월 10일 프랑스 브레스트에서 에드워드 하워드가 이끄는 잉글랜드 25척과 르네 드 클레르몽이 이끄는 프랑스-브르타뉴 연합 22척 사이에 일어난 전투이다. 교전에서의 역할은 미미하지만, 항구에서의 대포를 이용한 첫 선박끼리의 전투일수도 있다. 헨리 8세 시기 왕립해군이 완전한 상태로 싸운 두 번의 해전 중 하나에 속한다. 교전 중에 양측 각각 가장 크고 강력한 함선들인 리젠트 (Regent)와 마리라코르들리에르(Marie-la-Cordelière, 줄여서 코르들리에르)는 코르들리에르 선상에서 발생한 거대한 폭발로 파괴되었다.

## 배경
가끔 신성동맹 전쟁 (다른 대체 이름들 중에서)이라 알려진 캉브레 동맹 전쟁은 대부분 이탈리아에서 일어났음에도, 인접한 모든 서유럽의 강국들은 프랑스, 잉글랜드, 브르타뉴등 한 곳 또는 다른 지점에서 참여했다. 브르타뉴는 프랑스와 친밀한 동맹 관계였음에도 당시에는 독립 상태였다.
전쟁이 1512년 4월 프랑스에서 발발하자, 잉글랜드의 에드워드 하워드가 브레스트와 템스강 어귀 사이의 해협을 장악하도록 헨리 8세가 파견한 함대의 지휘를 맡았다. 하워드는 프랑스로 화물을 옮기던 여러 국적들의 수송선들을 핑계를 대어 차지하였다. 6월이 시작될 무렵, 그는 기옌을 회복하고자하는 희망으로 프랑스에 헨리 8세가 보낸 제2대 도싯 후작 토머스 그레이가 이끄는 육군을 브르타뉴까지 호위해주었다. 그리고나서 하워드는 브르타뉴 해안에 위치한 르콩케와 크로종을 약탈했다. 6월과 7월에 하워드는 영국 해협을 효과적으로 장악했고 60척 이상의 수송선을 나포했다고 전해진다. 8월에 프랑스-브르타뉴 함대가 브레스트에 모였고; 하워드는 이들을 공격하기 위해 움직였다.

## 전투

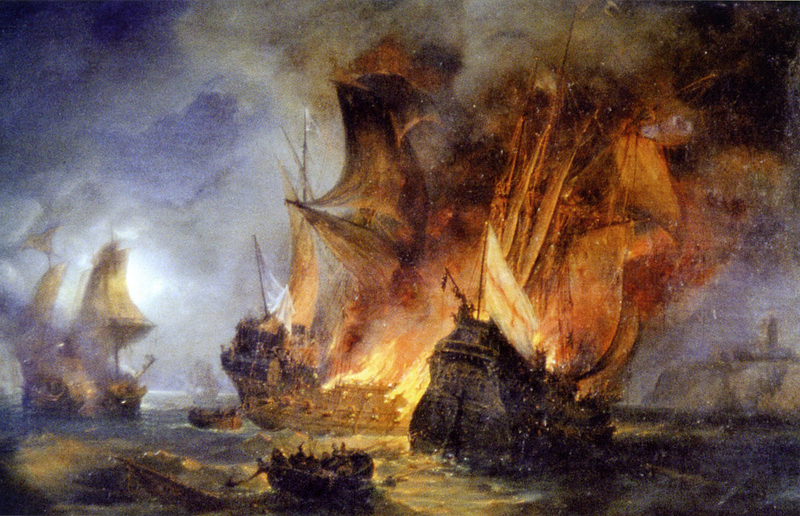
피에르줄리앙 질베르가 그린 코르들리에르함과 리젠트함의 동시 파괴

브르타뉴-프랑스 함대의 움직임에 대해 잘 알고있던 잉글랜드군은 닻에서 그들을 놀래켰다. 대규모 함대에 준비되지 않은체 맞딱드리게 된 모든 브르타뉴-프랑스 선박들은 그들의 닻줄을 자르고 돛을 펼쳤다. 우연하게 300명 가량의 여성들이 손님으로 와있던 브르타뉴의 기함 마리 라 코르들리에르 (Marie la Cordelièr)가 이때 공격을 받았다. 다급했던 그 배의 선장인 에르베 드 포츠모게르는 그들을 내리게 할 수 없었고 "원치않게" 전투원으로서 추가된 이 선원들을 꽤나 용감하게 싸웠다고 한다.
두 주요 함선 (마리 라 코르델리에르, 프티 루이즈)은 브레스트 항구로 퇴각하는 나머지 함선들의 뒤를 봐주기 위해 적들에게 맞섰다. 잉글랜드의 포격 속에서 그당시 가장 큰 배 중 하나에 속하던 배수량 1,000톤의 마리 라 코르델리에르는 잉글랜드 해군에서 가장 크고 강력했던 배수량 600톤의 리젠트에 진격하였다. the largest and most powerful ship in the English navy. 소버린함 (Sovereign)과 메리 제임스함 (Mary James)는 리젠트함을 구하기 위해 달려들어 코르들리에르를 둘러쌓고, 한편 메리 로즈의 압도적인 화력에 엄청난 피해를 입은 프티 루이즈 (Petite Louise)함은 퇴각할 수 밖에 없었다. 코르들리에르함은 잉글랜드의 선박에 지속적으로 피해를 준 소규모함 네프드디에프 (Nef-de-Dieppe)를 제외하면 홀로 잉글랜드 함선들과 남게 되었다. 코르들리에르함의 대포는 소버린함 (Sovereign)과 메리 제임스함 (Mary James)의 돛을 파괴시켜내며, 이 둘은 배가 통제불능이 되어 이루아즈 해에 표류됐다.
"프리모게" (Primauguet)라고도 알려진 코르들리에르함의 브르타뉴인 선장 에르베 드 포츠모게르는 리젠트함 공격 명령을 내렸다. 갈고리 닻들이 던져지고 두 배는 묶이게 됐다. 마리 라 코르들리에르의 선원들은 다른 잉글랜드의 배들로부터 선원을 옮기며 끊임없이 병력 보충을 하던 리젠트의 갑판으로 돌진했다. 소함 네프드디에프는 추가 병력들을 포격하기 위해 능숙하게 움직였다. 리젠트함의 갑판은 피로 뒤덮혔고 그때 갑자기 코르들리에르함이 폭발했다. 화염이 리젠트함으로 옮겨붙었고 두 배는 가라앉았다. 양측의 배의 선원들은 거의 완전히 전멸당하였다. 코르들리에르함의 1,250명의 브르타뉴 선원중 20명만이 살아남았고 리젠트함에서는 잉글랜드 선원 460명 중 60명만이 살아남았다. 하워드는 리젠트함의 지휘관 토머스 크니베트의 죽음으로 큰 충격을 받았고 "고귀하고 용기있는 기사인 토머스 크니베트 경의 죽음을 복수하기까지는 절대로 왕을 보지 않을 것이라" 맹새했다.
이틀 뒤, 잉글랜드 함대는 브레스트에 있는 프랑스 함대를 공격하여 32척의 수송선을 나포 및 파괴시켰고 잉글랜드로 돌아가기 이전에 프랑스의 귀중한 닻들을 가져갔다고 한다. 에드워드 하워드 경의 업적에 대한 결과로 헨리 8세는 그를 해군 사령 장관에 임명시켰다.

## 브르타뉴 문화에서 역할
브르타뉴와 프랑스는 안 드 브르타뉴가 루이 12세와 혼인하면서 맺어진 혼인 연합이였을뿐, 이 당시에 엄밀히 따지면 여전히 분리된 나라였다. 프랑스와 브르타뉴 연합 함대는 그들이 서로 마지막으로 교전을 한 생토뱅뒤코르미에르 전투 이후 24년만에 두 국가가 같이 싸운 첫 주요 군사 활동이였다. 이 전투는 브르타뉴와 프랑스 사이의 연합에 대한 브르타뉴내 상징이 되었다.
브르타뉴 함선 마리 라 코르들리에르 (Marie la Cordelière)의 파괴는 금세 유명해졌다. 프랑스 시인 윔베르 드 몽모레 (Humbert de Montmoret)와 제르맹 드 브리는 이를 시를 썼다. 브리의 시는 에르베 드 포츠모게르 (Hervé de Portzmoguer)의 죽음을 영웅적으로 과도하게 표현하였는데, 이는 토머스 모어의 풍자적인 반응을 발생시키면서, 모어와 브리 사이의 문학적 싸움으로 이어졌다. 성 라우렌시오의 축일 (8월 10일)에 사망한 포츠모게르의 죽음은 나중에 자기 희생 영웅주의의 의도적 행위로 묘사되었다. 그는 배의 나포를 피하기 위해 배를 날려버리기 이전에 이렇게 말하기는 것으로 되었다 «Nous allons fêter saint Laurent qui périt par le feu!». ("우리는 불로 죽으신 성 라우렌시오의 축일을 기념할 것이다") 사실 폭발이 의도적이었다는 증거는 없고 초기 문학 기술서에서는 이런 주장을 하지 않고 있다. 이 버전은 브르타뉴의 시인 테오도르 보트렐이 쓴 것이다.

## 참고 문헌
- Childs, David (April 2007). “Shock and Oar: Mary Rose and the Fear of the French Galleys”. 《History Today》 57 (4).